# Anchefenchons
Anchefenchons (auch: Anch-ef-en-Chons oder Ankhafnakhonsu) war Hohepriester des Month und „Künder“ zu Theben und hat in der 25. Dynastie (Dritte Zwischenzeit) etwa um 680/70 v. Chr. gelebt. Sein Vater Basenmut führte denselben Titel.

## Sein Grab

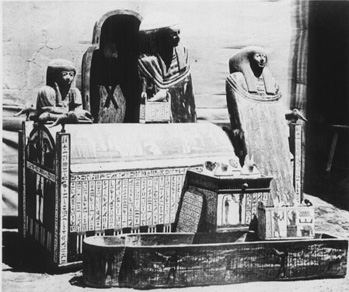
Sarkophag des Anchefenchons nebst Stele (1878)

Seine Bestattung wurde 1858 von Auguste Mariette bei einer Ausgrabung im Tal von Deir el-Bahari im Totentempel der Königin Hatschepsut gefunden. Die Bestattung war Teil eines Massenbegräbnisses zahlreicher Priester des Month und deren Familienangehöriger. Anchefenchons lag in einem Kasten- und zwei anthropoiden Särgen.
Unter seinen Grabbeigaben befand sich auch die Stele des Anchefenchons, die in der neureligiösen Bewegung Thelema als die „Stele der Offenbarung“ bekannt wurde.